# Euasteron juliannae
Euasteron juliannae là một loài nhện trong họ Zodariidae.
Loài này thuộc chi Euasteron. Euasteron juliannae được Barbara C. Baehr miêu tả năm 2003.